# Премия Дирка Брауэра
Премия Дирка Брауэра (англ. Brouwer Award (Division on Dynamical Astronomy)) — награда Американского астрономического общества, с 1976 года присуждается ежегодно подразделением динамической астрономии за выдающийся вклад в динамическую астрономию, сделанный на протяжении жизни. Названа в честь голландско-американского астронома Дирка Брауэра.

## Лауреаты премии Дирка Брауэра
- 1976: Себехей, Виктор
- 1978: Не присуждалась
- 1979: Хергет, Пол
- 1980: Гарфинкель, Борис
- 1981: Контопулос, Джордж
- 1982: Фрике, Вальтер
- 1983: Хенон, Мишель
- 1984: Депри, Андре
- 1985: Голдрайх, Петер
- 1986: Не присуждалась
- 1987: Шапиро, Ирвин
- 1988: Каула, Уильям
- 1989: Кодзаи, Ёсихидэ
- 1990: Линден-Белл, Дональд
- 1991: Шварцшильд, Мартин
- 1992: Пил, Стентон
- 1993: Тоомре, Алар
- 1994: Хантер, Кристофер
- 1995: Марсден, Брайан
- 1996: Шу, Фрэнк
- 1997: Тримейн, Скотт
- 1998: Аарсет, Сверре
- 1999: Антонов, Вадим Анатольевич
- 2000: Стендиш, Эрланд Майлс
- 2001: Уисдом, Джек
- 2002: Бинни, Джеймс
- 2003: Уорд, Уильям (астроном)
- 2004: Папалоизу, Джон
- 2005: Уильямс, Джеймс
- 2006: Ласкар, Жак
- 2007: Уайт, Саймон
- 2008: Брумберг, Виктор Александрович
- 2009: Тим де Зееув
- 2010: Милани, Андреа
- 2011: Атанассула, Лиа
- 2012: Селлвуд, Джерри
- 2013: Джозеф Бёрнс
- 2014: Дуглас Лин
- 2015: Сильвио Феррас Мелло[порт.]
- 2016: Розмари Уайз
- 2017: Ortwin Gerhard
- 2018: James M. Stone[нем.]